# نادي جل فيسنتي
نادي جل فيسنتي (بالإنجليزية: Gil Vicente F.C.)‏ هو نادي كرة قدم في البرتغال تأسس في 1924 يقع في بارسيلوس. يلعب في الدوري البرتغالي لكرة القدم. يدربه جواو دي ديوس. يلقب بالديكة .